# Psoralea melanocarpa
Psoralea melanocarpa är en ärtväxtart som beskrevs av William Botting Hemsley. Psoralea melanocarpa ingår i släktet Psoralea och familjen ärtväxter. Inga underarter finns listade i Catalogue of Life.